# Kuilei Hu
Kuilei Hu (kinesiska: 傀儡湖) är en sjö i Kina. Den ligger i provinsen Jiangsu, i den östra delen av landet, omkring 210 kilometer öster om provinshuvudstaden Nanjing. Arean är 3,7 kvadratkilometer. Trakten runt Kuilei Hu består till största delen av jordbruksmark. Den sträcker sig 3,3 kilometer i nord-sydlig riktning, och 1,9 kilometer i öst-västlig riktning.
Genomsnittlig årsnederbörd är 1 661 millimeter. Den regnigaste månaden är juni, med i genomsnitt 221 mm nederbörd, och den torraste är december, med 59 mm nederbörd.